# Helen Buhagiar
Helen Buhagiar, född 1888, död 1975, var en maltesisk feminist.
Hon var dotter till järnvägsdirektören Nicola Buhagiar. Hon var engagerad i Maltas konstvärld, och blev 1916 ordförande i Malta Art Association.
Hon spelade en ledande roll inom rörelsen för rösträtt för kvinnor i sitt land. Hon var en av grundarna och verksam inom Women of Malta Association, vars generalsekreterare hon var 1944–1947. Kampanjen lyckades och kvinnlig rösträtt inkluderades i MacMichael Constitution, som trädde i kraft 5 september 1947. I valet följande sommar blev hon en av de två första kvinnorna som deltog i ett parlamentsval på Malta, dock utan att vinna. 